# Condado de Kalawao
O Condado de Kalawao (em inglês:  Kalawao County) é um dos cinco condados do estado americano do Havaí. O condado não possui sede de condado e sua maior cidade é Kalaupapa. Fica no norte da ilha de Molokai.
O condado possui uma área de 137 km², dos quais 31 km² estão cobertos por terra e 106 km² por água, uma população de 90 habitantes, e uma densidade populacional de 2,9 hab/km² (segundo o censo nacional de 2010). É o condado menos populoso do Havaí.